# عالم قربان‌اف
عالم قربان‌اف (انگلیسی: Alim Qurbanov؛ زادهٔ ۵ دسامبر ۱۹۷۷) بازیکن فوتبال اهل جمهوری آذربایجان است.
از باشگاه‌هایی که در آن بازی کرده‌است می‌توان به باشگاه فوتبال خزر لنکران، باشگاه فوتبال شمکر، باشگاه فوتبال قره‌باغ، باشگاه فوتبال نفتچی باکو، و باشگاه فوتبال کاروان اشاره کرد.
وی همچنین در تیم ملی فوتبال جمهوری آذربایجان بازی کرده‌است.